# 스페셜 301조 보고서

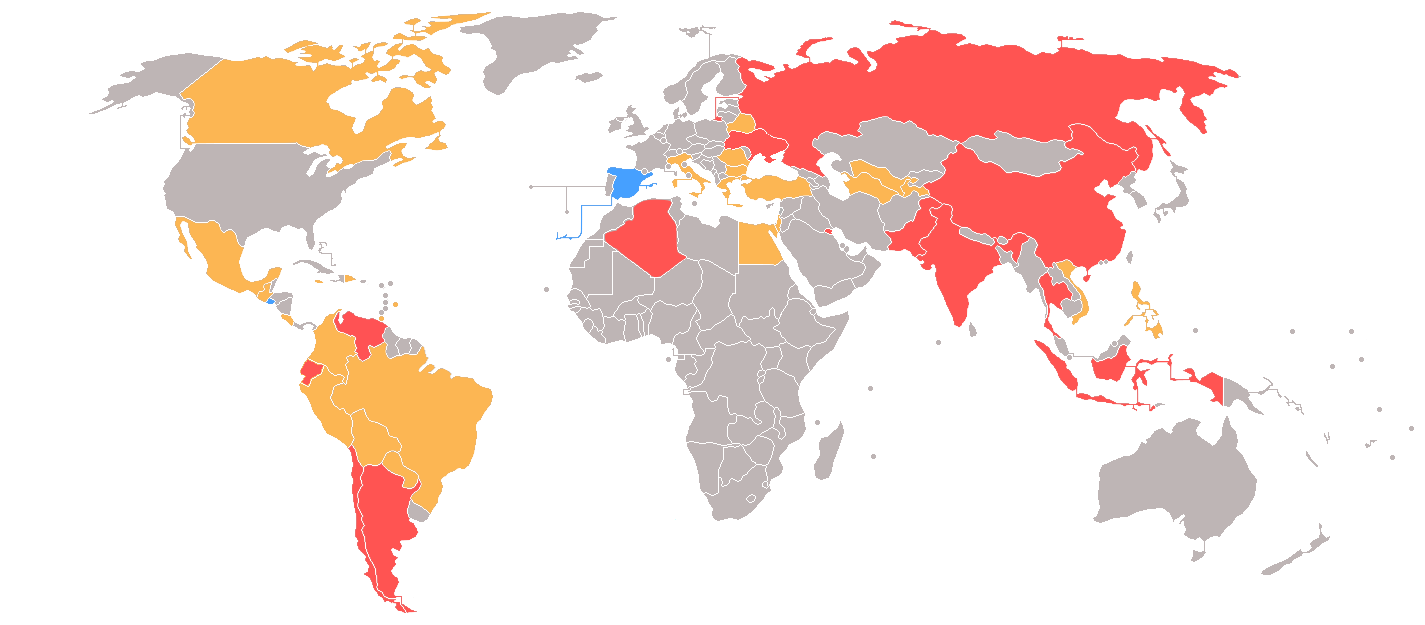
스페셜 301조 보고서
우선 외국 목록
우선 주시 목록
주시 목록
제306조 모니터링
상태 보류

스페셜 301조 보고서(Special 301 Report)는 미국 무역대표부(USTR)가 매년 작성하여 다른 국가의 저작권, 특허, 상표 등 지적재산권법으로 인해 미국 기업 및 제품에 대한 무역장벽을 확인한다. 매년 4월 30일까지 USTR은 지식 재산권에 대한 "적절하고 효과적인" 보호 또는 "지적 재산권에 의존하는 미국인에게 공정하고 공평한 시장 접근"을 제공하지 않는 국가를 식별해야 한다.
스페셜 301조 보고서는 1974년 무역법(Pub.L. 93–618, 19 U.S.C. § 2242) 제301조에 따라 발행되었으며, 이는 1988년 옴니버스 무역 및 경쟁법 1303조에 의해  개정되었다. 스페셜 301조 보고서는 1989년에 처음 출판되었다.
법령에 따라 연례 스페셜 301조 보고서에는 지적재산권법이 부적절하다고 판단되는 "우선 외국" 목록이 포함된다. 이들 국가는 제재를 받을 수 있다. 또한 보고서에는 지적 재산권 제도가 우려 대상으로 간주되는 국가가 포함된 "우선 주시 목록"과 "주시 목록"이 포함되어 있다.

## 같이 보기
- 위조품의 거래 방지에 관한 협정
- 도하 개발 라운드
- 일반특혜관세제도
- 미국-중국 무역 전쟁
- 한미 관계
- 미국 국제무역위원회